# Calotes nemoricola
Calotes nemoricola е вид влечуго от семейство Agamidae.

## Разпространение
Видът е разпространен в Индия (Керала и Тамил Наду).